# 锥序飞蛾藤
锥序飞蛾藤（学名：Porana megathyrsa）为旋花科飞蛾藤属的植物。分布在中国大陆的云南等地，生长于海拔1,600米的地区，见于山坡疏林中，目前尚未由人工引种栽培。